# Baréin en los Juegos Paralímpicos de Atenas 2004
Baréin estuvo representado en los Juegos Paralímpicos de Atenas 2004 por cinco deportistas masculinos.

## Medallistas
El equipo paralímpico bareiní obtuvo las siguientes medallas:
| Nombre         | Deporte   | Evento             |
| -------------- | --------- | ------------------ |
| Oro            |           |                    |
| —              |           |                    |
| Plata          |           |                    |
| Ahmed Meshaima | Atletismo | Peso F37 masculino |
| Bronce         |           |                    |
| —              |           |                    |